# Ich trau mich nicht
Ich trau mich nicht ist die Debütsingle des deutschen Comedy- und Musiktrios ApeCrime aus dem Jahr 2013.

## Entstehung und Veröffentlichung
Das Lied wurde von den ApeCrime-Mitgliedern Cengiz Dogrul, Jan-Christoph Meye und André Schiebler sowie dem Musikproduzenten Benjamin Bistram (Biztram) und dem Musiker Elias Hadjeus geschrieben. Letztgenannter produzierte auch den Titel.
Das Lied erschien am 30. August 2013 als digitale Download-Single zusammen mit einer Instrumentalversion, einem Club-Remix und dem Titel Unsere Zeit. Am 15. August 2014 wurde die Single auch in einer neuarrangierten Version auf dem ApeCrime-Debütalbum Affenbande veröffentlicht.
Auf den Videodays 2013 in der Kölner Lanxess Arena performte das Duo den Song erstmalig vor Livepublikum.

## Inhalt
Der Titel thematisiert in Jugendsprache und auf humorvolle Weise das Problem der Schüchternheit bei Jungs in Verbindung mit Dating.

## Musikvideo
Bis Juni 2024 zählte das Musikvideo über 18 Millionen Aufrufen auf der Videoplattform YouTube, was es zum erfolgreichsten Video des Trios macht.

## Chartplatzierungen
| ChartsChartplatzierungen | Höchstplatzierung | Wochen |
| ------------------------ | ----------------- | ------ |
| Deutschland (GfK)        | 35 (2 Wo.)        | 2      |
| Österreich (Ö3)          | 19 (2 Wo.)        | 2      |
| Schweiz (IFPI)           | 46 (1 Wo.)        | 1      |